# Rhagio matsumurae
Rhagio matsumurae är en tvåvingeart som beskrevs av Lindner 1923. Rhagio matsumurae ingår i släktet Rhagio och familjen snäppflugor. Inga underarter finns listade i Catalogue of Life.